# Trần Khởi Trí
Trần Khởi Trí (tiếng Trung: 陈启智; tháng 12 năm 1925 – 15 tháng 1 năm 2023) là một trung tướng Quân Giải phóng Nhân dân (PLA), từng là hiệu trưởng Đại học Công nghệ Quốc phòng Trung Quốc từ năm 1990 đến năm 1994. Ông là đại biểu của Đại hội Nhân dân toàn quốc.

## Tiểu sử
Trần Khởi Trí sinh ra ở Thành Đô, Tứ Xuyên, vào tháng 12 năm 1925, thời Trung Hoa Dân Quốc. Sau khi tốt nghiệp Đại học Trung ương Quốc gia (nay là Đại học Nam Kinh) vào năm 1948, ông gia nhập giảng viên của Cao đẳng Kỹ thuật Quân sự PLA. Ông gia nhập Đảng Cộng sản Trung Quốc năm 1954. Vào tháng 6 năm 1990, ông trở thành hiệu trưởng của Trường Đại học Công nghệ Quốc phòng, và kiêm nhiệm cho đến tháng 2 năm 1994.
Ông được thăng quân hàm Thiếu tướng năm 1988 và Trung tướng năm 1993.
Ông qua đời ngày 15 tháng 1 năm 2023, thọ 97 tuổi.